# Melvina
Melvina é uma vila localizada no estado norte-americano de Wisconsin, no Condado de Monroe.

## Demografia
Segundo o censo norte-americano de 2000, a sua população era de 93 habitantes.
Em 2006, foi estimada uma população de 88, um decréscimo de 5 (-5.4%).

## Geografia
De acordo com o United States Census Bureau tem uma área de
1,2 km², dos quais 1,2 km² cobertos por terra e 0,0 km² cobertos por água. Melvina localiza-se a aproximadamente 263 m acima do nível do mar.

## Localidades na vizinhança
O diagrama seguinte representa as localidades num raio de 20 km ao redor de Melvina.